# The Slave

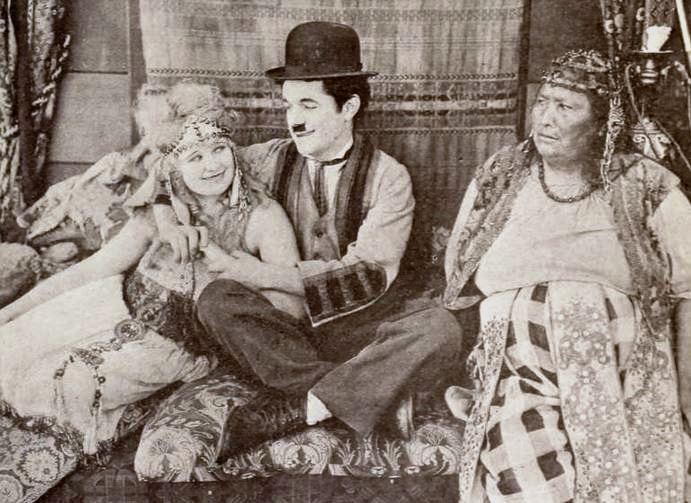
Extrait du film The Slave (1917)

The Slave est un film américain réalisé par Arvid E. Gillstrom et sorti en 1917.

## Fiche technique
- Titre : The Slave
- Réalisation : Arvid E. Gillstrom
- Scénario : Rex Taylor
- Production : Louis Burstein
- Société de production : King-Bee Films Corporation
- Pays de production :  États-Unis
- Lieu de tournage : Hollywood
- Dates de sortie :
- États-Unis : 15 décembre 1917

## Distribution
- Billy West : Billy, l'esclave
- Oliver Hardy : Le Sultan de Bacteria
- Leo White : Le Vizir
- Bud Ross : Haratius Crabbe
- Leatrice Joy : Susie, sa fille
- Gladys Varden : La favorite du Sultan
- Ethel Cassity
- Ellen Burford
- Martha Dean
- Ethelyn Gibson
- Joe Bordeaux